# Jan Marek (Eishockeyspieler, 1979)
Jan Marek (* 31. Dezember 1979 in Jindřichův Hradec, Tschechoslowakei; † 7. September 2011 in Tunoschna bei Jaroslawl, Russland) war ein tschechischer Eishockeyspieler, der während seiner Karriere unter anderem beim HK Metallurg Magnitogorsk, HK ZSKA Moskau, Atlant Mytischtschi und Lokomotive Jaroslawl in der Kontinentalen Hockey-Liga unter Vertrag stand.

## Karriere
Jan Marek stammt aus dem Nachwuchs des HC Vajgar Jindřichův Hradec, für den er 1995 in der U18-Extraliga debütierte. Schon zwei Jahre später gab er sein Debüt in der Herrenmannschaft seines Heimatvereins, die damals in der zweitklassigen 1. Liga spielte. Im Sommer 1998 entschied er sich für einen Wechsel zum erstklassigen HC Třinec, da er dort bessere Entwicklungsmöglichkeiten sah. Während der Spielzeit 1998/99 absolvierte er 38 Extraliga-Partien für Třinec und spielte ansonsten bei den U20-Junioren des gleichen Vereins. In der folgenden Saison gehörte er zunächst fest zum Extraliga-Kader von Třinec, wurde aber am Saisonende an seinen Heimatverein ausgeliehen. Zudem bestritt er drei Partien für den HC Slezan Opava in der 1. Liga.
In den folgenden drei Jahren verbesserte er seine Offensivleistungen deutlich, so dass er am Ende der Spielzeit 2002/03 zum besten Torschützen der Extraliga ausgezeichnet wurde. Aufgrund der gezeigten Leistungen wurde er während des NHL Entry Draft 2003 von den New York Rangers an 243. Stelle ausgewählt. Er wechselte aber nicht nach Nordamerika, sondern unterschrieb einen Vertrag beim HC Sparta Prag. Bei Sparta konnte er seine bisherigen Leistungen bestätigen und erreichte mit seinem neuen Klub 2006 die tschechische Meisterschaft. Zudem wurde er als Topscorer der Extraliga ausgezeichnet und wies den besten Plus/Minus-Wert aller Extraliga-Spieler auf.
Nach dem Titelgewinn mit Sparta bekam er ein Vertragsangebot des russischen Topklubs Metallurg Magnitogorsk, das er annahm. Schon in seiner ersten Saison in der russischen Superliga wurde er mit Metallurg Russischer Meister. Zudem gewann er mit seinem neuen Team den IIHF European Champions Cup 2008, wo er zu den besten Scorern seines Teams gehörte.
Im Oktober 2008 wurde er in der KHL als Offensiv-Spieler des Monats ausgezeichnet. Zudem gehörte er zu den besten Scorern der Champions Hockey League 2008/09.
Ab 2010 stand Marek beim HK ZSKA Moskau unter Vertrag. Im Januar 2011 wurde er von Atlant Mytischtschi verpflichtet. Für die Saison 2011/12 erhielt er einen Kontrakt bei Lokomotive Jaroslawl. Am 7. September 2011 kam er bei einem Flugzeugabsturz bei Jaroslawl ums Leben.

### International
Sein Debüt in der Tschechischen Nationalmannschaft gab Jan Marek im April 2002 bei einem Testspiel gegen Schweden, seine erste Weltmeisterschaft bestritt er 2007. Bei der Weltmeisterschaft 2010 gewann er mit der tschechischen Auswahl die Goldmedaille, ein Jahr später errang der Stürmer mit Tschechien die Bronzemedaille. Insgesamt erzielte er 36 Tore und 30 Assists in 139 Länderspielen.
Nach seinem Tod im September 2011 wurde seine Trikotnummer #15 durch den tschechischen Eishockeyverband für alle Nationalteams gesperrt.

## Erfolge und Auszeichnungen
| - 2003 Toptorjäger der Extraliga - 2006 Topscorer und bester Plus/Minus-Wert der Extraliga - 2006 Tschechischer Meister mit dem HC Sparta Prag | - 2007 Russischer Meister mit dem HK Metallurg Magnitogorsk - 2008 KHL-Stürmer des Monats Oktober - 2009 Teilnahme am KHL All-Star Game |

### International
- 2010 Goldmedaille bei der Weltmeisterschaft
- 2011 Bronzemedaille bei der Weltmeisterschaft

## Karrierestatistik
(Legende zur Spielerstatistik: Sp oder GP = absolvierte Spiele; T oder G = erzielte Tore; V oder A = erzielte Assists; Pkt oder Pts = erzielte Scorerpunkte; SM oder PIM = erhaltene Strafminuten; +/− = Plus/Minus-Bilanz; PP = erzielte Überzahltore; SH = erzielte Unterzahltore; GW = erzielte Siegtore; 1 Play-downs/Relegation; Kursiv: Statistik nicht vollständig)